# Haplopeodes kefi
Haplopeodes kefi är en tvåvingeart som beskrevs av Steyskal 1980. Haplopeodes kefi ingår i släktet Haplopeodes och familjen minerarflugor. Inga underarter finns listade i Catalogue of Life.